# Roman Gabryszewski
Roman Kazimierz Gabryszewski (ur. 1832 lub 1833, zm. 19 lutego 1897 w Krakowie) – c. k. starosta, radca Namiestnictwa.

## Życiorys
Roman Kazimierz Gabryszewski urodził się w 1832 lub 1833. Był synem Wincentego (powstaniec listopadowy, emigrant, więzień stanu z 1846) i Anny z domu Kaczorowskiej. Był bratem Antoniego (1839-1898, prawnik).
Kształcił się w Tarnowie, następnie w Wiedniu. W okresie zaboru austriackiego wstąpił do służby krajowej w Galicji pod zaborem austriackim. Od około 1860 do około 1863 był koncepistą w C. K. Namiestnictwie we Lwowie. Od około 1863 był komisarzem 3 klasy urzędzie c. k. cyrkułu sanockiego, a od około 1865 do około 1866 w randze komisarza powiatowego był zatrudniony w Biurze Odkupu Ciężarów Gruntowych przy urzędzie c. k. cyrkułu sanockiego (przy nim pracował Roman Zdankiewicz). Równolegle od około 1864 do około 1866 był ławnkiem (Stimmführer) w C. K. Sądzie Wyrokującym w Sanoku (K. k. Gefällen-Bezirks-Gericht in Sanok).
Od około 1866 do około 1868 w randze komisarza powiatowego 1 klasy był kierownikiem w C. K. Komisji Miejscowej dla Spraw Odkupu lub Uporządkowania Ciężarów Gruntowych, tudzież dla Spraw Indemnizacyjnych w Krośnie. Od około 1868 do około 1872 w randze komisarza powiatowego 1 klasy był kierownikiem w C. K. Komisji Miejscowej dla Spraw Odkupu lub Uporządkowania Ciężarów Gruntowych, tudzież dla Spraw Indemnizacyjnych Nr 2 w Nowym Sączu. Od około 1872 do 1877 był starostą c. k. powiatu krośnieńskiego. Równolegle w tym okresie był prezydującym C. K. Powiatowej Komisji Szacunkowej w Krośnie. Od 1877 do 1895 piastował urząd starosty c. k. powiatu jasielskiego. Równolegle podczas urzędowania w Jaśle był prezydującym C. K. Powiatowej Komisji Szacunkowej w Krośnie do około 1883, a przez cały okres był przewodniczącym C. K. Rady Szkolnej Okręgowej w Jaśle. Z okazji przejścia na własną prośbę w stały stan spoczynku w 1895 otrzymał od cesarza Franciszka Józefa tytuł i charakter radcy namiestnictwa z uwolnieniem od taksy.
Otrzymał tytuły honorowego obywatelstwa miast: Dukla (około 1877), Kołaczyce (około 1881), Żmigród (około 1882), Żmigród (około 1886).
Zmarł 19 lutego 1897 w Krakowie. Został pochowany w grobowcu rodzin Jakubowskich i Gregerów na cmentarzu Rakowickim w Krakowie (kwatera Fa). Jego żoną była Eugenia z domu Nowina Ujejska; ich dwaj synowie Antoni i Tadeusz zostali lekarzami, a Stanisław Wincenty (1865-1947) notariuszem.